# Friedrich Wilhelm Hackländer
Friedrich Wilhelm Hackländer, puis von Hackländer (1er novembre 1816 - 6 juillet 1877), est un écrivain allemand à succès. La plupart de ses nombreuses œuvres sont aujourd'hui oubliées.

## Biographie
Hackländer est né à Burtscheid, qui fait aujourd'hui partie de l'agglomération d'Aix-la-Chapelle. Il a été orphelin à douze ans et élevé dans la pauvreté par différents parents. À 14 ans, il a été placé à Elberfeld (maintenant à Wuppertal) comme apprenti dans une boutique, ce qui était absolument contraire à ses inclinations. Il était très attiré par la vie militaire et s'est engagé dans l'artillerie prussienne à seize ans ; il a découvert qu'il ne pourrait y faire une bonne carrière et est revenu dans le commerce.
En 1840, il est parti pour Stuttgart dans l'espoir de commencer une carrière littéraire. Ses débuts ont été difficiles et comme ses pièces de théâtre n'étaient pas acceptées, il a dû traduire les œuvres de Dickens pour vivre. Le succès est venu quand il a commencé à traiter de ses propres expériences : sa première œuvre importante publiée est Bilder aus dem Soldatenleben im Frieden en 1841, qui évoque sa période de service militaire. À partir de là, il a poursuivi une brillante et prolifique carrière d'écrivain en écrivant longuement sur absolument tout ce qui lui était arrivé.
Après un voyage au Proche-Orient en 1840 (dont il a tiré Reise in den Orient, publié en 1842), il a été nommé conseiller (Hofrat), secrétaire et compagnon de voyage du prince héritier Charles Ier de Wurtemberg, ce qui l'a familiarisé avec la vie de cour. Il a démissionné de ce poste en 1849 pour devenir correspondant de guerre en Italie pour les journaux de l'important éditeur J. G. Cotta ; il a également tiré de cette expérience un livre, Bilder aus dem Soldatenleben im Kriege (1849-1850).
En 1857, Hackländer a fondé avec Edmund von Zoller un hebdomadaire illustré, Über Land and Meer. En 1859, il est rentré au service du Royaume de Wurtemberg comme directeur des parcs royaux et des jardins public de Stuttgart. La même année, il a été attaché à l'état-major de l'armée autrichienne pour la Campagne d'Italie. L'année suivante il est élevé pour ses services à la noblesse héréditaire par l'empereur François-Joseph, devenant Ritter von Hackländer (chevalier d'Hackländer). Il se retire de la vie publique en 1864.

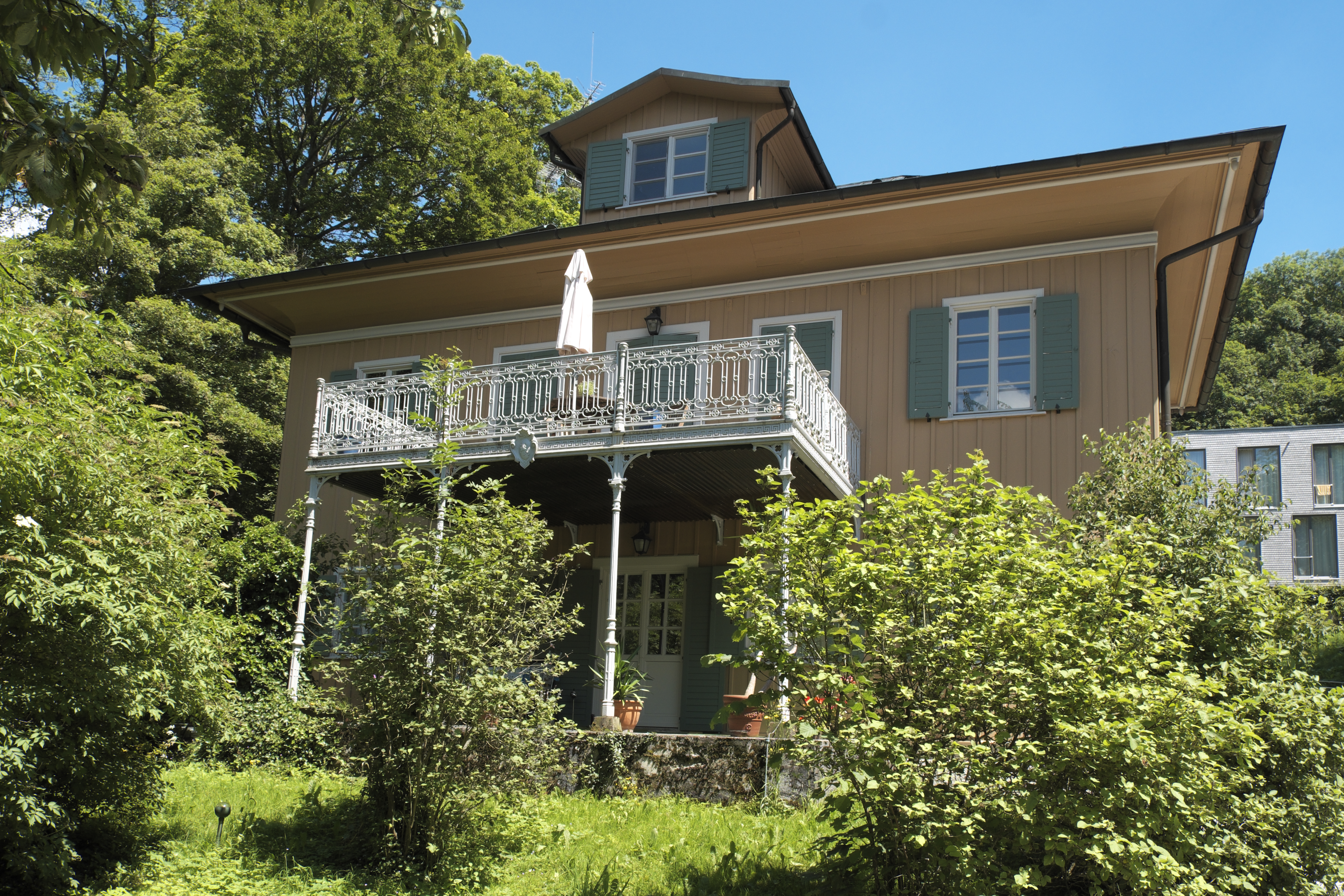
Ville d'Hackländer à Leoni.

Hackländer est mort en 1877 en Bavière, dans sa villa de Leoni (de), au bord du Lac de Starnberg. Il est enterré au cimetière de Prag (de) de Stuttgart.

## Œuvres
Le style humoristique et réaliste d'Hackländer a été très populaire : au milieu du XIXe siècle, il était un des écrivains les plus lus d'Allemagne. Beaucoup de ses œuvres sont consacrées à d'importantes questions d'actualités comme les conditions de travail des pauvres, et il a parfois été comparé à Charles Dickens, bien que cette évaluation soit difficilement soutenable. Son écriture est vivante, aventureuse et même à l'occasion romantique, mais son spectre est étroit et ses personnages sont mal caractérisés et superficiels. Il a été un écrivain prolifique : la troisième édition de ses œuvres, la plus complète, publiée à Stuttgart en 1876, compte soixante volumes.

### Quelques publications

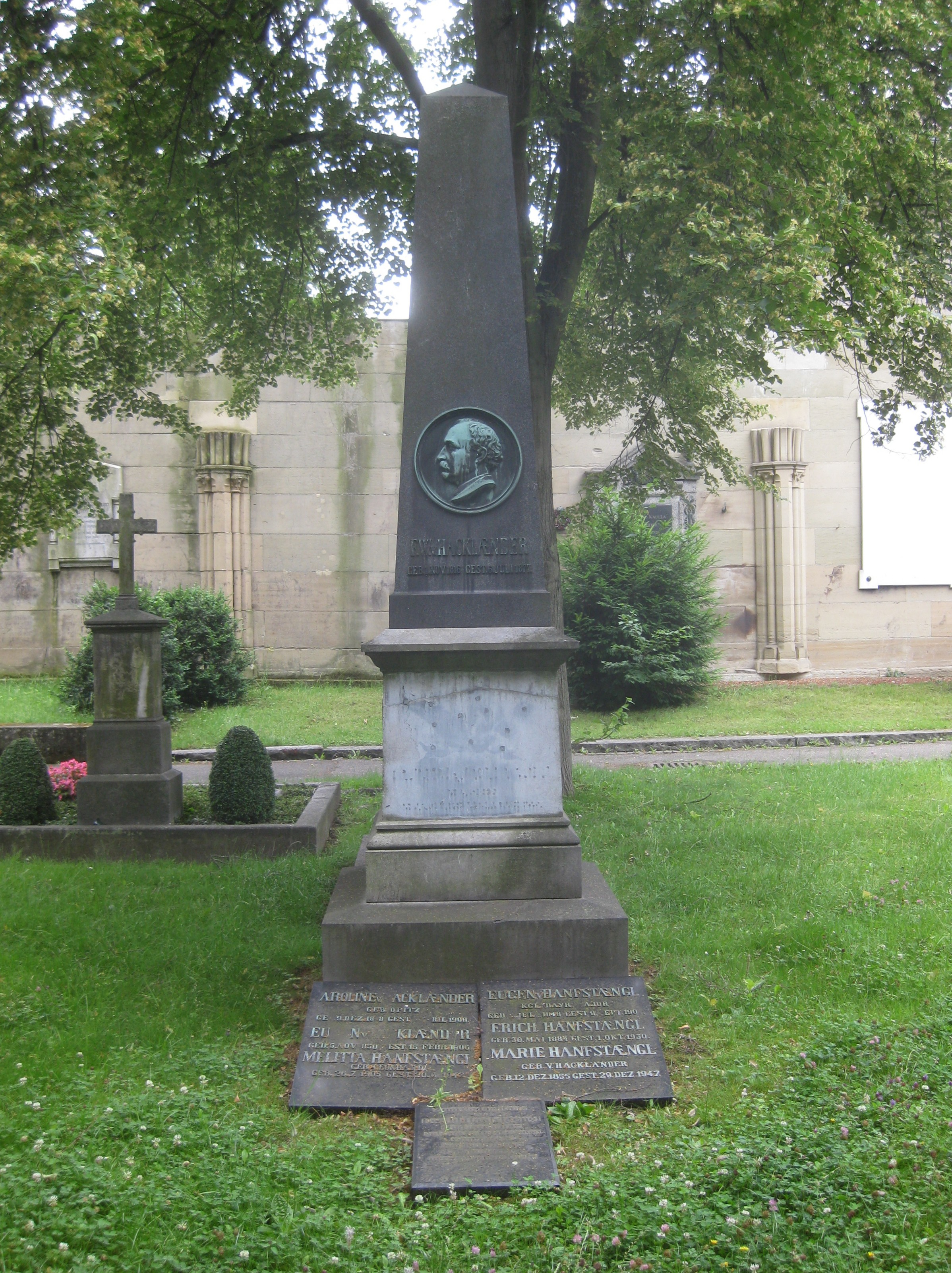
Tombe d'Hackländer au cimetière de Prag de Stuttgart.

- 1841 : Bilder aus dem Soldatenleben im Frieden
- 1843 : Märchen
- 1845 : Wachstubenabenteuer
- 1847 : Humoristische Erzählungen
- 1850 : Handel und Wandel
- 1851 : Namenlose Geschichten
- 1854 : Europäisches Sklavenleben
- 1857 : Der Augenblick des Glücks
- 1866 : Künstlerroman
- 1868 : Das Geheimnis der Stadt
- 1870 : Der letzte Bombardier
- 1872 : Freiwillige vor! Kriegsbilder aus den Feldzügen 1870
- 1874 : Nullen

### Éditions récentes
La plupart des œuvres d'Hackländer n'ont pas été réimprimées, mais une poignée a survécu ou a été redécouverte récemment : deux recueils de contes de fées, Der Leibschneider der Zwerge et Weihnachtsmärchen, le récit de voyage Reise in den Orient, certains textes sur le Rhin, reproduits avec ceux d'autres auteurs dans l'anthologie Rheinfahrt, ainsi que deux de ses nombreuses œuvres autobiographiques : Handel und Wandel, qui décrit sous une forme légèrement romancée ses débuts difficiles comme employé sous-payé dans une petite boutique, et Friedrich Wilhelm Hackländer, ein Preusse in Schwaben, qui raconte ses expériences dans le Wurtemberg.